# Pauline McLynn
Pauline McLynn (* 1962 in Sligo) ist eine irische Schauspielerin und Schriftstellerin.

## Leben
Sechs Monate nach McLynns Geburt zogen ihre Eltern Padraig und Sheila mit ihr nach Galway, später studierte sie am Trinity College in Dublin Englisch und Kunstgeschichte. Dort trat sie einer studentischen Theatergruppe bei und verfolgte nach dem Abschluss eine Karriere als Bühnenschauspielerin.
Dermot Morgan entdeckte sie Ende der 1980er Jahre für die Comedy-Show Scrap Saturday auf RTÉ Radio 1. In den 1990er Jahren spielte sie mit ihm in Father Ted als die überenthusiastische Haushälterin Mrs. Doyle in der Pfarrei von Craggy Island, wofür sie 1996 einen British Comedy Award erhielt. Später war sie u. a. in weiteren Comedy-Serien, in der Soap EastEnders sowie in den Filmen Die Asche meiner Mutter und Gypo zu sehen.
McLynn arbeitet seit Ende der 1990er Jahre außerdem als Schriftstellerin und hat mehrere Romane veröffentlicht.

## Filmografie (Auswahl)
- 1992: In einem fernen Land (Far and Away)
- 1995–1998: Father Ted (TV-Serie, 25 Folgen)
- 1996: Mein Freund Joe (My Friend Joe)
- 1999: Die Asche meiner Mutter (Angela’s Ashes)
- 2000: Nora – Die leidenschaftliche Liebe von James Joyce (Nora)
- 2000: Quills – Macht der Besessenheit (Quills)
- 2001: Iris
- 2005: Gypo
- 2006–2009: Jam & Jerusalem (TV-Serie, 17 Folgen)
- 2010–2011: Shameless (TV-Serie, 24 Folgen)
- 2010–2012: Threesome (TV-Serie, 5 Folgen)
- 2013: Father Figure (TV-Serie)
- 2014–2015: EastEnders (TV-Serie, 27 Folgen)
- 2017: GameFace (TV-Serie, 4 Folgen)
- 2018: Johnny English – Man lebt nur dreimal (Johnny English Strikes Again)
- 2021: Silent Witness (TV-Serie, 2 Folgen)

## Werke
- 1999: Something for the Weekend
- 2001: Better than a Rest
- 2002: Right on Time
- 2004: The Woman on the Bus
- 2005: Summer in the City
- 2007: Bright Lights and Promises
- 2009: Missing You Already
- 2010: The Time Is Now
- 2012: Jenny Q, Stitched Up!
- 2013: Jenny Q, Unravelled